# Peng Cheng
Peng Cheng (Harbin, Heilongjiang; 23 de abril de 1997) es una patinadora artística sobre hielo china subcampeona en la Final del Grand Prix de 2018-19 en parejas, junto a Jin Yang; fueron superados únicamente por la pareja francesa formada por Vanessa James y Morgan Ciprès.
Peng Cheng ganó la medalla de bronce en el Campeonato de los Cuatro Continentes de Patinaje Artístico sobre Hielo de 2019 de nuevo junto a Jin Yang.

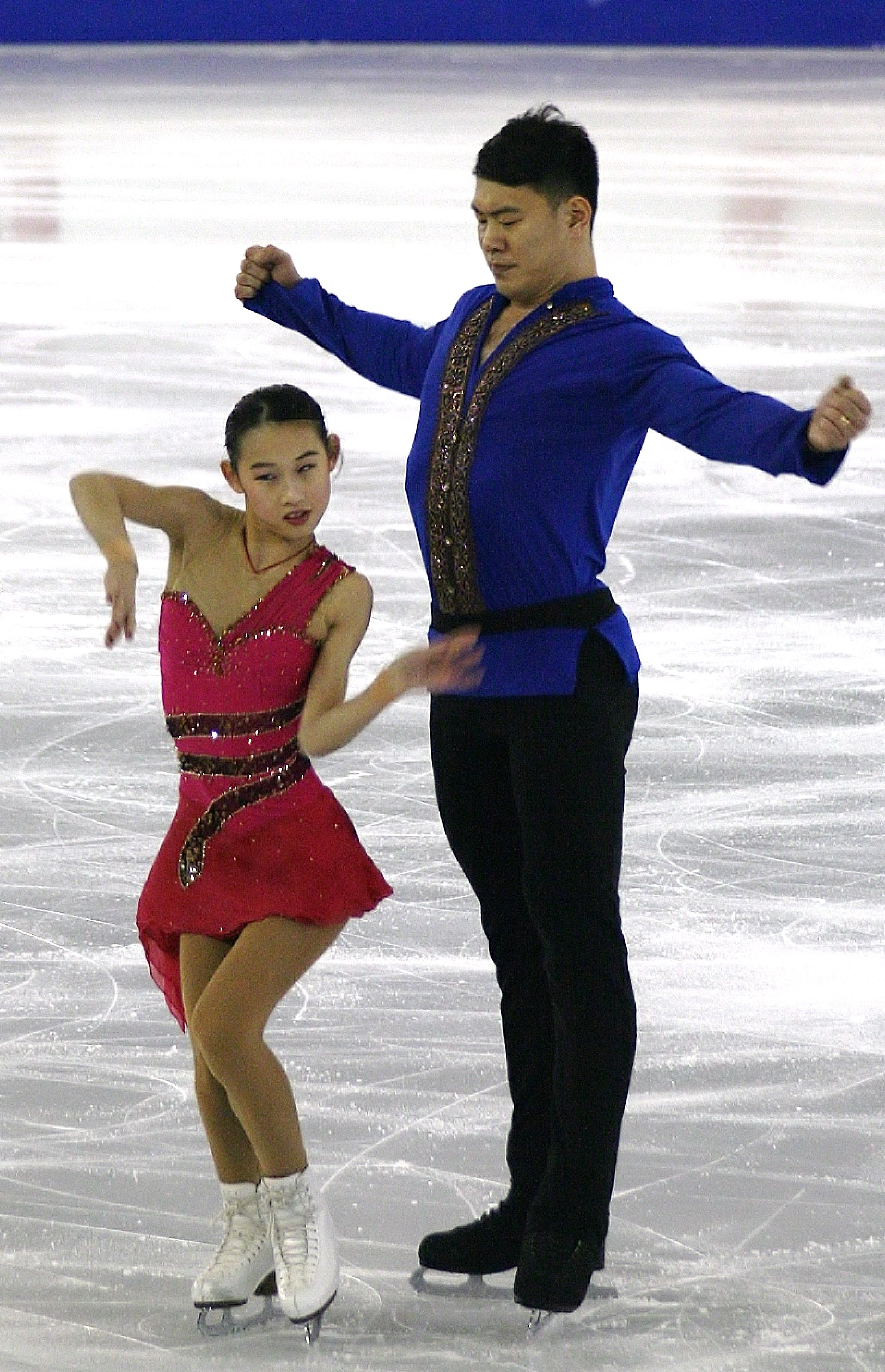
Peng y Zhang en 2015